# کنار آب و پای بید و طبع شعر و یاری خوش
غزلی با مطلع «کنار آب و پای بید و طبع شعر و یاری خوش»، غزل شمارهٔ ۲۸۸ از دیوانِ حافظ در تصحیحِ محمد قزوینی و قاسم غنی است.

## در دیگر آثار هنری
در نسخه‌ای مصور از دیوان حافظ کتابخانهٔ کاخ گلستان (شمارهٔ ۳۶۳) به‌سال ۹۶۳ ه‍.ق/۱۵۵۶ م و کتابت‌شده توسط حسن کاتب در شیراز است، نگاره‌ای با عنوان «مجلس بزم» بر مبنای این غزل موجود است.